# معدة غدية

معدة غدية لدجاجة

المعدة الغدية (بالإنجليزية: Proventriculus)‏ هو جزء من جهاز الهضم لدى الطيور، الافقاريات والحشرات.

## الطيور
المعدة الغدية جزء ثابت في تشريح الطيور وهي عموما جزء غدي من المعدة يمكن أن يخزن و/أو يبدأ بعملية هضم الغذاء قبل أن ينتقل إلى الحوصلة.
إنكارتا (2007) تقول أن المعدة الغدية:
- الجزء الأول من معدة الطيور، حيث يختلط الغذاء مع الإنزيمات الهضمية قبل أن يذهب إلى الحوصلة. وهو أشبه ما يكون بالحوصلة في الحشرات القشريات.[1]